# Euphémosz
Euphémosz (görög betűkkel Εὔφημος) görög mitológiai alak. Poszeidón és Európé fia, az argonauták egyike. Héraklész húgát, Laonomét vette feleségül. Azzal a képességgel bír, hogy a vízen tud járni anélkül, hogy nedves maradjon a lába. Tiphüsz halála után ő lett a kormányos. A Szüphelagoszokhoz érve egy galambot engedett el, hogy megtudják, sikerült-e Argónak a mozgó sziklák között átjutni. Libüában Tritóntól egy rögöt vett át a vendégszeretet jelképeként. Ezt aztán hazafelé a tengerbe dobta. Így keletkezett Théra szigete.